# 4907 Zoser
4907 Zoser este un asteroid din centura principală, descoperit pe 17 octombrie 1960 de Cornelis van Houten și Tom Gehrels.